# 阿兰·鲁埃
阿兰·鲁埃（法語：Alain Rouet，1942年—），法国理论物理学家和企业家。